# SV Motor Altenburg
Maillots
Le SV Motor Altenburg est un club sportif allemand localisé dans la ville d’Altenburg en Thuringe.
En plus du football, le club comporte aussi une section de Bowling et une de Gymnastique.

## Histoire
En 1945, tous les clubs allemands furent dissous par les Alliés (voir Directive n°23). Des membres de l’ancien Altenburger Turn-und Sport Bewegung constituèrent le Hauptausschuss des Sportamtes der Stadt Altenburg, le Comité des Sports de la Ville d’Altenburg afin de réorganiser et relancer le sport dans la localité.
La ville d’Altenburg se retrouva en zone soviétique, puis en RDA à partir d’octobre 1949
Selon la philosophie communiste infligée à cette partie de l’Allemagne, les clubs furent des Betriebssportgemeinschaften (BSG), des communautés sportives d’entreprises/ou corporatives. Plusieurs « BSG » locales (Textima, WMW, Vimag, Sanar) furent fusionnées sous la dénomination BSG Stahl Altenburg. Mais ensuite le terme « Stahl » fut considéré comme ne convenant pas car il s’appliquait aux clubs des entreprises de transformation de l’acier. Ce fut pour cela qu’en 1952, l’entité devint le BSG Motor Altenburg.
Sous le terme BSG Motor Altenburg furent regroupées les membres des usines locales de VEB AREWA, VEB Armaturenwerk, VEB Nähmaschinenwerke, VEB Waggonreparaturwerk et VEB Werkzeugfabrik. Au bout de dix ans, le BSG Motor Altenburg compta plus de 2 000 membres répartis parmi de nombres sections différentes (athlérisme, billard, boxe, échecs, gymnastique, lutte, tennis, tennis de table, volley-ball).
En 1990, le nom de SV 90 Altenburg fut brièvement appliqué. Après la réunification allemande, certains districts et/ou arrondissements furent réaffectés administrativement. La ville d’Altenburg quitta le district de Leipzig en pour devenir une partie du Länder de Thuringe.

## Histoire (football)
La section football a ses racines dans l’ancien club du Eintracht 08 Altenburg, fondé en 1908. Après la dissolution des clubs par les Alliés (voir Directive n°23), fut reconstitué la Sportgemeinscheft Altenburg-Nord ou SG Altenburg-Nord en 1946.
En tant que vice-champion du Thüringer Meisterschaft (Championnat de Thuringe), le SG Altenburg-Nord fut qualifié pour être un des fondateurs de la DDR-Oberliga pour la saison 1949-1950. À l’issue de la saison inaugurale, le club assura son maintien en gagnant un match de barrage contre Anker Wismar (3-2).
Le SG Altenburg-Nord fut alors renommé Zentrale Sportgemeinschaft Altenburg ou ZSG Altenburg puis BSG Sthal Altenburg. En 1952, le club fut relégué en DDR-Liga. Il fut aussi rebaptisé BSG Motor Altenburg.

### BSG Motor Altenburg

Ancien logo du "BSG Motor Altenburg"

Le BSG Motor Altenburg s’installa en milieu de classement du Groupe 1 de la Division 2 est-allemande.
En 1955, une double réforme concerna les compétitions de football en Allemagne de l’Est. D’une part, les Berziksligen reculèrent au 4e niveau de la hiérarchie à la suite de la scission de la DDR-Liga en I. DDR-Liga et en II. DDR-Liga. D’autre part, les dirigeants politiques agencèrent les saisons sportives selon le modèle soviétique. C'est-à-dire qu’elles commencèrent au printemps pour se terminer à la fin de l’automne d’une même année calendrier. Un "tour de transition" (en Allemand: Übergangsrunde) fut disputé à l’automne 1955 sans montées, ni descentes.
Versé dans le Groupe 3 pour la saison 1954-1955, Motor Altenburg s’y classa 4e et assura son maintien en I. DDR-Liga.
Au terme de la saison 1957, le club ne put éviter la dernière des quatorze places et fut relégué en II. DDR-Liga. Trois ans plus tard, Motor Altenburg descendit en Bezirksliga Leipzig, à cette époque 4e niveau de la Deutscher Fussball Verband der DDR (DFV).
Ce fut à cette époque que les compétitions retrouvèrent un rythme conventionnel, donc à partir de la saison 1961-1961. Au terme de la saison suivante, la II.DDR-Liga fut dissoute et les quinze en Bezirksligen redevinrent l’équivalent de la Division 3.
En 1963, Motor Altenburg remporta la Bezirksliga Leipzig, mais ne décrocha pas de place montante lors du tour final. Un scénario identique se déroula en 1965. Trois saisons plus tard, le club fut vice-champion derrière Aktivist Böhlen. En 1969, un troisième titre de Bezirksmeister ne fut toujours pas couronné d’une montée.
Au terme de la saison 1971-1972, Motor Altenburg descendit en Bezirksklasse. Il n’en sortit que trois ans plus tard. Le cercle enchaîna alors avec une place de vice-champion derrière le 1. FC Lokomotive Leipzig II. Comme cette équipe ne pouvait pas monter, ce fut le Motor Altenburg qui accéda à la DDR-Liga.
Le club n’y resta qu’une saison puis fut relégué. En 1978, il fut vice-champion en Bezirksliga. L’année suivante, il conquit le titre et remonta au 2e niveau. Une fois encore, il ne séjourna qu’un championnat et redescendit. En 1981, Motor Altenburg enleva son cinquième (et finalement dernier) titre en Bezirksliga Leipzig.
Le cercle presta deux saisons en DDR-Liga puis fut renvoyé en Bezirksliga Leipzig en 1983. Deux ans plus tard, il fut, une nouvelle fois, relégué en Bezirksklasse. Il en remonta directement l’année suivante.
Après deux saisons en milieu de tableau, Motor Altenburg se hissa à la 4e place en 1988-1989.Une saison plus tard, toujours 4e, renommé SV 90 Altenburg, il fit partie des équipes de Bezirksliga Leipzig (qui était dissoute) à être reversée en Landesliga Sachsen, soit le 4e niveau du football allemand réunifié.

### SV 90 / SV Motor Altenburg
Après la réunification allemande, certains districts et/ou arrondissements furent réaffectés administrativement. La ville d’Altenburg fut rattachée au Länder de Thuringe. Le SV Altenburg passa alors de la Landesliga Sachsen à la Landesliga Thüringen. Avant la saison 1999-2000, le club fut renommé SV Motor Altenburg. À la fin du championnat, il fut relégué en Bezirksliga. En 2001, une seconde relégation consécutive envoya le club en Landesklasse Ost (à l’époque 7e niveau).
Le SV Motor Altenburg resta au niveau 7 jusqu’en 2005 où il remporta le titre du Groupe 4 et remonta en Landesklasse Ost. Vice-champion de cette ligue en 2008, le cercle joua et perdit un barrage (défaite 2-0 et victoire 2-1) contre le SV Stahl Unterwelleborn. 
En fin de saison 2008-2009, le SV Motor Altenburg conquit le titre et remonta en Landesliga Thüringen désormais appelée Thüringer-Liga. Il y évolue encore en 2010-2011.

## Palmarès
- Champion de la Bezirksliga Leipzig: 1963, 1965, 1969, 1979, 1981.
- Vice-champion de la Bezirksliga Leipzig: 1968, 1976, 1978.
- Champion de la Bezirksliga, Groupe 4: 2005.
- Vice-champion de la Landesklasse Ost: 2008.
- Champion de la Landesklasse Ost: 2009.

## Joueurs connus
Cinq joueurs ayant porté le maillot du BSG Motor Altenburg furent par la suite Internationaux est-allemands:
- Rainer Baumann 2 caps pour le 1. FC Lokomotive Leipzig.
- Arthur Bialas 1 cap pour le Empor Rostock.
- Perry Bräutigam 3 caps pour le FC Carl Zeiss Jena.
- Hans-Georg Kiupel 1 cap pour le FC Vorwärts Berlin.
- Uwe Rösler 5 caps pour le 1. FC Magdeburg.

## Localisation

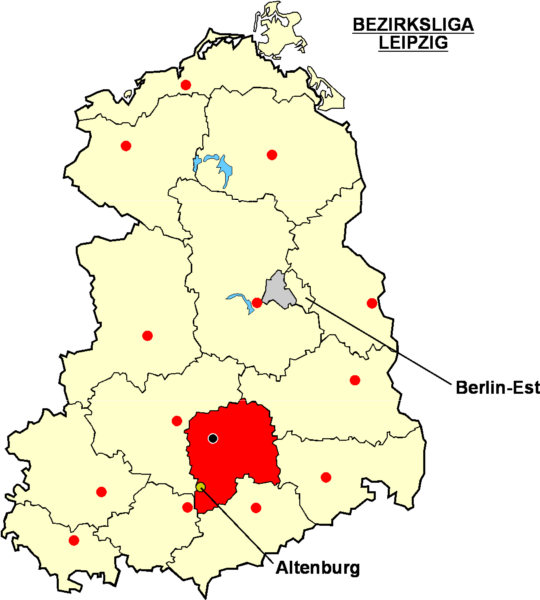
Localisation d’Altenburg dans la "Bezirksliga Leipzig"